# Herrarnas hopp i gymnastik vid olympiska sommarspelen 1976
Herrarnas hopp i gymnastik vid olympiska sommarspelen 1976 avgjordes den 18-23 juli i Montreal Forum.

## Medaljörer
| Gren           | Guld                            | Silver                 | Brons                  |
| Herrarnas hopp | Nikolaj Andrianov Sovjetunionen | Mitsuo Tsukahara Japan | Hiroshi Kajiyama Japan |

## Resultat

### Final
| Placering | Gymnast                 | C     | O     | Kval  | Final | Totalt |
| --------- | ----------------------- | ----- | ----- | ----- | ----- | ------ |
|           | Nikolaj Andrianov (URS) | 9,650 | 9,700 | 9,675 | 9,775 | 19,450 |
|           | Mitsuo Tsukahara (JPN)  | 9,500 | 9,800 | 9,650 | 9,725 | 19,375 |
|           | Hiroshi Kajiyama (JPN)  | 9,650 | 9,700 | 9,675 | 9,600 | 19,275 |
| 4         | Danuţ Grecu (ROU)       | 9,600 | 9,700 | 9,650 | 9,550 | 19,200 |
| 5         | Zoltán Magyar (HUN)     | 9,600 | 9,550 | 9,575 | 9,575 | 19,150 |
| 5         | Imre Molnar (HUN)       | 9,750 | 9,700 | 9,725 | 9,425 | 19,150 |